# Osangulariella
Osangulariella es un género de foraminífero bentónico de la familia Alabaminidae, de la superfamilia Chilostomelloidea, del suborden Rotaliina y del orden Rotaliida. Su especie tipo es Eponides bradyi. Su rango cronoestratigráfico abarca el Holoceno.

## Clasificación
Osangulariella incluye a la siguiente especie:
- Osangulariella bradyi

Otra especie considerada en Osangulariella es:
- Osangulariella umbonifera, aceptado como Nuttallides umbonifera